# Solheim
Solheim est une localité du comté de Nordland, en Norvège.

## Géographie
Administrativement, Solheim fait partie de la kommune de Steigen.